# Luca Kjerrumgaard
Luca Kjerrumgaard, né le 9 février 2003 à Odense au Danemark, est un footballeur danois qui évolue au poste d'avant-centre au Watford FC, en prêt de l'Udinese Calcio.

## Biographie

### En club
Né à Odense au Danemark, Luca Kjerrumgaard est formé par l'Odense BK. Le 29 octobre 2021, il signe son premier contrat professionnel avec l'Odense BK.
Le 31 août 2023, dernier jour du mercato estival, Luca Kjerrumgaard rejoint le Stabæk Fotball sous la forme d'un prêt jusqu'à la fin de l'année.
De retour à Odense après son prêt, Kjerrumgaard prolonge son contrat avec l'OB le 9 février 2024. Il est cette fois lié à son club formateur jusqu'en juin 2027. Il marque son premier but pour Odense le 6 mai 2024, lors d'une rencontre de championnat face au Vejle BK. Buteur après son entrée en jeu, il ne peut empêcher la défaite de son équipe par trois buts à deux,.
Recruté par l'Udinese Calcio à l'été 2025, Luca Kjerrumgaard est prêté dans la foulée au Watford FC.
Kjerrumgaard se fait remarquer le 16 août 2025 en marquant ses deux premiers buts pour Watford, lors d'une rencontre de championnat face aux Queens Park Rangers. Titulaire, il permet à son équipe de s'imposer, grâce à son doublé (2-1 score final),.

### En sélection
Luca Kjerrumgaard joue son premier match avec l'équipe du Danemark espoirs le 15 novembre 2024 face à la Allemagne. Il est titularisé et son équipe est battue par trois buts à zéro.